# Halfgeleider (elektronica)
Onder een halfgeleider wordt verstaan een stof waarbij het zogenaamde Fermi-niveau tussen twee energiebanden in ligt en waarbij het gebied tussen deze banden (de verboden zone) niet veel breder is dan de thermische energie van de elektronen. Dit wordt ook wel een intrinsieke halfgeleider genoemd. In de wereld van elektronica wordt onder een halfgeleider ook verstaan: elektronische componenten op basis van halfgeleidermateriaal. Een diode en een transistor zijn voorbeelden van halfgeleiders.
Door bepaalde verontreinigingen toe te voegen (de halfgeleider te doteren), kunnen de elektrische eigenschappen sterk worden beïnvloed. Men spreekt dan wel van extrinsieke halfgeleiders. Deze worden zeer veel gebruikt in allerlei elektronische componenten. Hierbij worden verschillende varianten van halfgeleidende materialen gecombineerd tot diodes, transistoren, thyristoren en uiteindelijk geïntegreerde schakelingen ("chips"). In de elektronica wordt vaak kortweg over halfgeleiders gesproken als men in feite halfgeleidercomponenten bedoelt.

## Dotering van halfgeleiders
Vroeger kende men voor elektriciteit geleiders (voornamelijk metalen) en niet-geleiders (zoals zand en de meeste organische stoffen). Halverwege de 20e eeuw ontdekte men dat een niet-geleider als silicium (Si) (gewonnen door reductie van zeer zuiver zand SiO2), enigszins geleidend gemaakt kon worden door 'verontreinigingen' van kleine hoeveelheid van stoffen zoals fosfor en boor. Men noemde dit een halfgeleider. De geleiding vindt zijn oorzaak in zogenaamde vrije ladingsdragers die door de verontreiniging in het kristal ingebracht zijn. Zijn deze vrije ladingsdragers positief dan spreekt men van p-silicium, zijn ze negatief dan van n-silicium. De combinatie van p- en n-halfgeleiders vormt de basis voor componenten als diode, transistor en de geïntegreerde schakeling (chip). In tegenstelling tot de meeste geleiders neemt de elektrische geleidbaarheid van een halfgeleider toe bij temperatuurverhoging. De warmte geeft de elektronen voldoende energie om te bewegen waardoor er elektrische geleiding ontstaat.

### Voorbeeld
Silicium is een vierwaardig element, wat inhoudt dat de buitenste elektronenschil van een siliciumatoom vier elektronen bevat. Zo'n atoom streeft ernaar om acht elektronen in zijn buitenste schil te hebben. Daarom kristalliseert silicium in een vorm waarin elk atoom omgeven is door vier andere, die elk een elektron met hun buur delen. Er worden covalente bindingen aangegaan. Dat is een mooie stabiele configuratie en weinig reden voor de elektronen om aan geleiding te doen.

#### Negatieve dotering
Stel echter dat op enkele plaatsen in het kristal een verontreiniging aanwezig is in de vorm van een vijfwaardig fosforatoom. Voor de binding in het kristal heeft dit fosforatoom slechts vier elektronen nodig, zodat één elektron geen covalente binding kan aangaan. Dat elektron is daardoor veel zwakker aan zijn plaats gebonden en kan zich gemakkelijk door het kristal heen bewegen. Daardoor draagt het bij aan de elektrische geleiding. Met vijfwaardige atomen gedoteerd silicium wordt n-silicium genoemd, omdat er een overschot is aan (negatief geladen) geleidingselektronen.

#### Positieve dotering
Verontreinigen we silicium daarentegen met driewaardige booratomen, dan proberen die een vierde elektron te 'lenen' om de buitenste elektronenschil vol te maken. Dat is één meer dan de buren beschikbaar hebben. Daardoor gaan die ook weer op zoek naar een ander elektron, waardoor er steeds ergens één tekort is. Zo'n tekort noemen we een gat (soms ook holte of leemte). Er zijn dus 'vrije gaten', die een zekere geleiding verzorgen doordat elektronen steeds van gat naar gat springen. Per saldo betekent dit dat zo'n gat zich gedraagt als een positief 'deeltje'. (Een elektron is immers negatief geladen.) Met driewaardige atomen gedoteerd silicium wordt p-silicium genoemd, omdat er een tekort is aan elektronen, wat we beschrijven als een overschot aan (positieve) gaten.
Het hierdoor ontstane geleidingsvermogen is in het algemeen kleiner dan dat van metalen. Bovendien neemt het geleidingsvermogen van halfgeleiders toe bij stijgende temperatuur, terwijl het bij metalen juist afneemt bij stijgende temperatuur. Hieruit blijkt al dat het geleidingsmechanisme afwijkt van dat van metalen. Vandaar de term 'halfgeleider': het is een soort tussenvorm tussen een metaal (geleider) en een isolator (niet-geleider).

### N-type halfgeleider
Hierbij wordt een vijfwaardige onzuiverheid (uit groep Va in het periodiek systeem, bijvoorbeeld fosfor) aan de halfgeleider toegevoegd. Door middel van promotie kan de vijfwaardige onzuiverheid met vier atomen binden, het vijfde elektron is echter zwak gebonden aan de fosfor. Het wordt makkelijk losgelaten en wordt een vrij elektron en komt dus in de geleidingsband terecht. Het is door deze vrije elektronen dat een N-type halfgeleider stroom kan geleiden. Het vijfwaardige fosforatoom wordt 'donor' genoemd omdat het een elektron afstaat en daarmee aan de geleiding bijdraagt.

### P-type halfgeleider
Hier wordt een driewaardige onzuiverheid (uit groep 13, de boorgroep, in het periodiek systeem, bijvoorbeeld boor, maar voor aluminium en gallium geldt hetzelfde) aan de halfgeleider toegevoegd. Het atoom gaat drie bindingen met silicium aan, maar wil een octetstructuur bereiken. Door een elektron af te nemen van een naburig atoom kan de binding volledig worden gemaakt. Bijgevolg ontstaat er een gat waar een valentie-elektron is weggehaald bij het silicium-atoom. In dat gat kan een vrij ongepaard elektron springen en ontstaat er een nieuw gat op de plaats waar het elektron vandaan kwam. Door deze verplaatsing van dat gat kan een P-type halfgeleider stroom geleiden. Het driewaardige boor atoom wordt een 'acceptor' genoemd omdat het elektronen opneemt waardoor gaten ontstaan.
Naast de eerder genoemde elementen uit de boorgroep kan ook beryllium, aardalkalimetalen, aanleiding gevend tot een  dubbel gat, als p-type dotering optreden.

### Diode
Fosfor en boor zijn veelgebruikte elementen om silicium mee te verontreinigen, wat 'doteren' (Engels: 'doping') genoemd wordt. Fosfor is een donor van elektronen en boor een acceptor. De belangrijkste toepassing ontstaat als men p-silicium en n-silicium in elkaar laat overgaan. Er ontstaat een zogenaamde pn-overgang. In de grenslaag zullen elektronen uit het n-silicium door de altijd aanwezige thermische beweging in het p-silicium terechtkomen, waar ze meteen in gaten worden gebonden. Het gevolg is dat er een zone zonder vrije ladingsdragers ontstaat, de uitputtingszone. Een laagje n-silicium blijft met een tekort aan elektronen achter, dus positief geladen, en het aangrenzende laagje p-silicium heeft extra elektronen en is dus negatief geladen. Er zijn geen elektronen meer die van hun plaats willen, de pn-overgang geleidt niet. Leggen we een spanning aan tussen het n- en p-silicium, dan zal, afhankelijk van de polariteit, de uitputtingszone vergroot worden (dus geen stroom doorlaten), of zullen de elektronen teruggedreven worden, zodat na overwinnen van een zekere drempelspanning geleiding optreedt. De pn-overgang is dus in de ene richting geleidend en in de andere niet: we hebben een diode.

### Andere halfgeleiders
Hoewel kristallijn silicium de meest bekende en meest gebruikte halfgeleider is, zijn er andere die ook toegepast worden, zoals:
- Amorf silicium (Si)
- Germanium (Ge)
- Galliumarsenide (GaAs)
- Koperindiumselenide (CuInSe2)
- Indiumfosfide (InP)
- Galliumnitride (GaN)
- Cesiumantimonide (CsSb)
- Siliciumcarbide (SiC)

### Organische halfgeleiders
Er zijn ook synthetische organische stoffen bekend – vooral, maar niet uitsluitend polymeren – met halfgeleidende eigenschappen. Voorbeelden hiervan zijn polyethyn, antraceen, rubreen en PTCDA. Deze organische verbindingen vormen een goedkope grondstof voor de productie van elektronische schakelingen door middel van zeefdrukprocessen.
Organische halfgeleiders worden reeds toegepast in organische licht-emitterende diodes (zgn. oleds) en polymeerzonnecellen.